# NGC 6711
NGC 6711 é uma galáxia espiral barrada (SBbc/P) localizada na direcção da constelação de Draco. Possui uma declinação de +47° 39' 27" e uma ascensão recta de 18 horas, 49 minutos e 00,9 segundos.
A galáxia NGC 6711 foi descoberta em 5 de Agosto de 1885 por Lewis A. Swift.